# Hötjärnen (Bjuråkers socken, Hälsingland, öster om Skäftesvallen)
Hötjärnen är en sjö i Hudiksvalls kommun i Hälsingland och ingår i Harmångersåns huvudavrinningsområde.